# Sciez
Sciez-sur-Léman redirige ici.
Sciez ([sje], se prononce Scié), ou Sciez-sur-Léman, plus rarement Sciez en Chablais, est une commune française du Chablais savoyard dans le département de la Haute-Savoie.
La commune est située sur la rive sud du Léman et plus précisément sur le golfe de Coudrée. Elle fait partie de l'agglomération urbaine franco-suisse du Grand Genève.

## Géographie

### Localisation
La commune se situe en bordure du massif alpin et du Léman. Elle est l'une des 294 communes du département de la Haute-Savoie, en région Auvergne-Rhône-Alpes. Sciez se situe dans le Chablais, entre Évian et Genève, et à proximité de Douvaine, du village médiéval d'Yvoire et de Thonon-les-Bains. Elle est l'une des 212 communes françaises et suisses de l'agglomération transfrontalière du Grand Genève.
Sciez est également située à proximité des stations de ski franco-suisses des Portes du Soleil (Avoriaz, Morzine, Châtel, Les Gets, Val d'Abondance etc.) et aussi de Chamonix, Megève et du mont Blanc.

### Climat
Le climat est influencé par les montagnes avoisinantes, mais le lac crée un micro-climat, qui permet à Sciez d'avoir des hivers relativement doux, avec toutefois des extrêmes de -7,8 degrés Celsius en février et de +33 °C en juillet pour l'année 2013 (Statistiques Météo Sciez). Il peut neiger quelques jours en hiver. La neige est pourtant facilement accessible dans les montagnes alentour. Les étés y sont tempérés avec une moyenne de 13 (minimum) à 25 (maximum) degrés Celsius, en juillet-août, et certains habitants arrivent même à faire pousser des palmiers dans leurs jardins[réf. souhaitée].

## Urbanisme

### Typologie
Au 1er janvier 2024, Sciez est catégorisée ceinture urbaine, selon la nouvelle grille communale de densité à sept niveaux définie par l'Insee en 2022.
Elle appartient à l'unité urbaine de Thonon-les-Bains, une agglomération intra-départementale regroupant treize communes, dont elle est une commune de la banlieue,,. Par ailleurs la commune fait partie de l'aire d'attraction de Genève - Annemasse (partie française), dont elle est une commune de la couronne,. Cette aire, qui regroupe 158 communes, est catégorisée dans les aires de 700 000 habitants ou plus (hors Paris),.
La commune, bordée par un plan d’eau intérieur d’une superficie supérieure à 1 000 hectares, le Léman, est également une commune littorale au sens de la loi du 3 janvier 1986, dite loi littoral. Des dispositions spécifiques d’urbanisme s’y appliquent dès lors afin de préserver les espaces naturels, les sites, les paysages et l’équilibre écologique du littoral, tel le principe d'inconstructibilité, en dehors des espaces urbanisés, sur la bande littorale des 100 mètres, ou plus si le plan local d’urbanisme le prévoit.

### Occupation des sols
L'occupation des sols de la commune, telle qu'elle ressort de la base de données européenne d’occupation biophysique des sols Corine Land Cover (CLC), est marquée par l'importance des territoires agricoles (40,9 % en 2018), une proportion sensiblement équivalente à celle de 1990 (40,7 %). La répartition détaillée en 2018 est la suivante : 
forêts (33,5 %), zones urbanisées (25,4 %), terres arables (19,2 %), prairies (12,2 %), zones agricoles hétérogènes (9,4 %), espaces verts artificialisés, non agricoles (0,1 %), eaux continentales (0,1 %).
L'IGN met par ailleurs à disposition un outil en ligne permettant de comparer l’évolution dans le temps de l’occupation des sols de la commune (ou de territoires à des échelles différentes). Plusieurs époques sont accessibles sous forme de cartes ou photos aériennes : la carte de Cassini (XVIIIe siècle), la carte d'état-major (1820-1866) et la période actuelle (1950 à aujourd'hui).

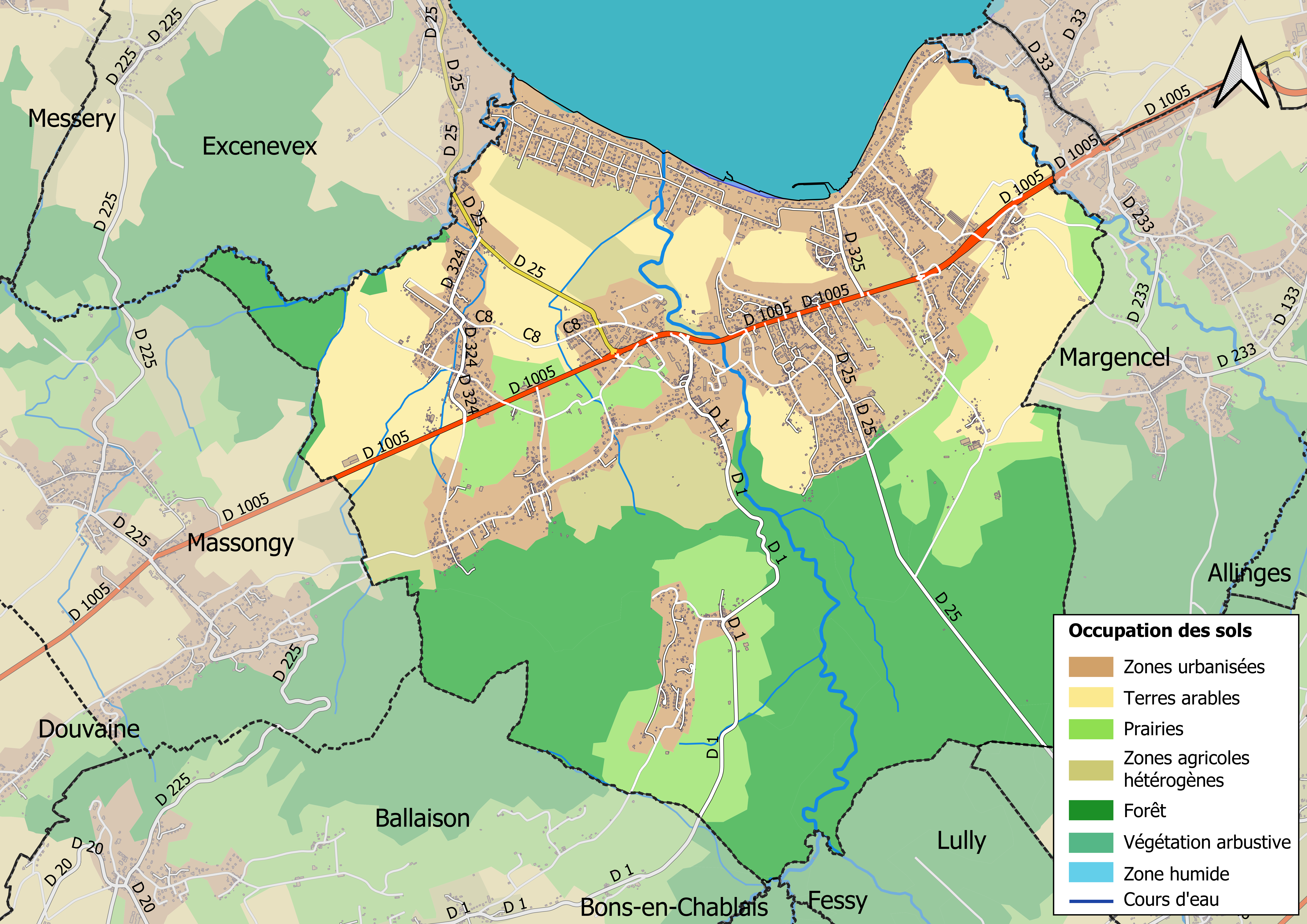
Carte des infrastructures et de l'occupation des sols en 2018 (CLC) de la commune.
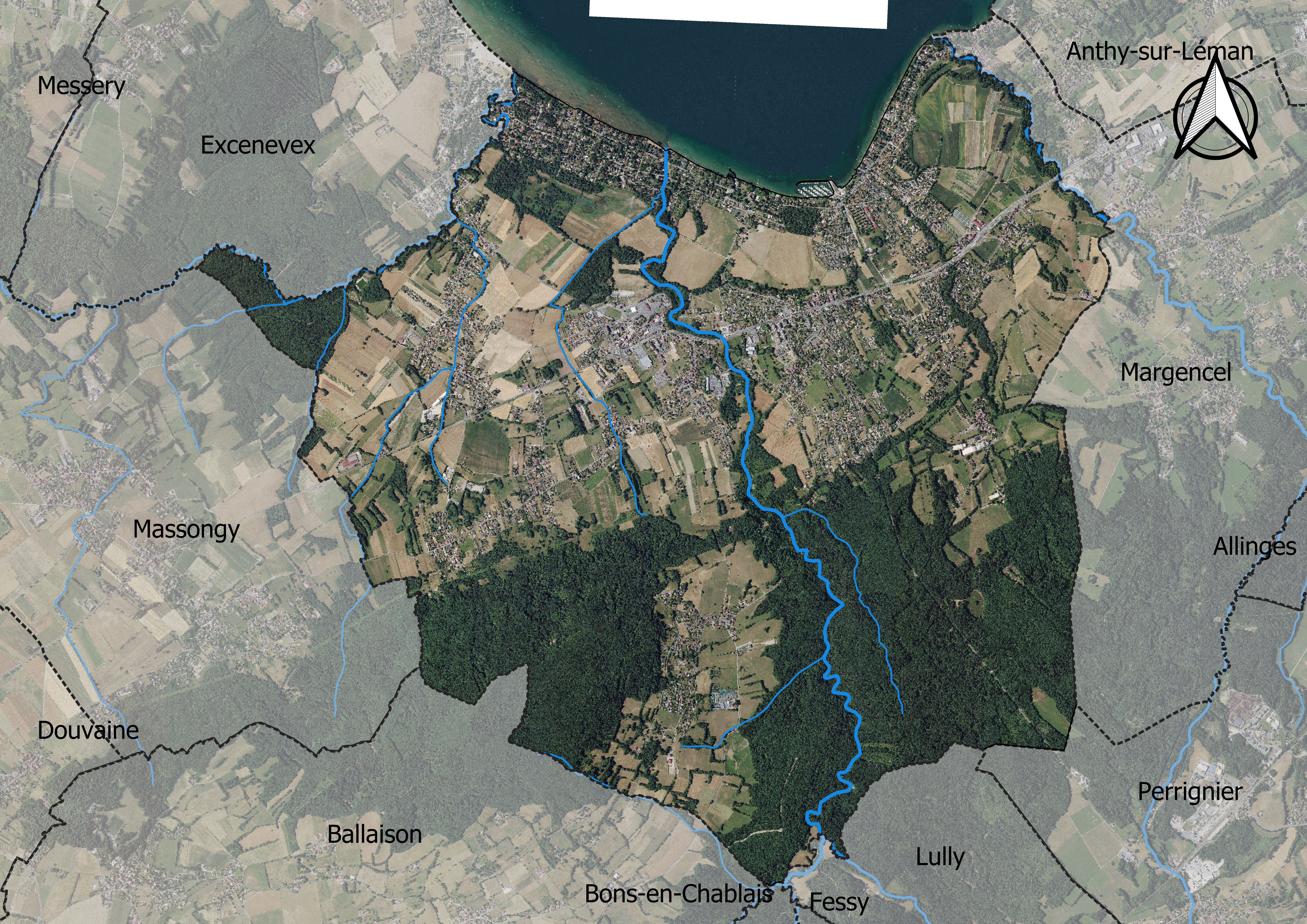
Carte orthophotogrammétrique de la commune.

#### Morphologie urbaine

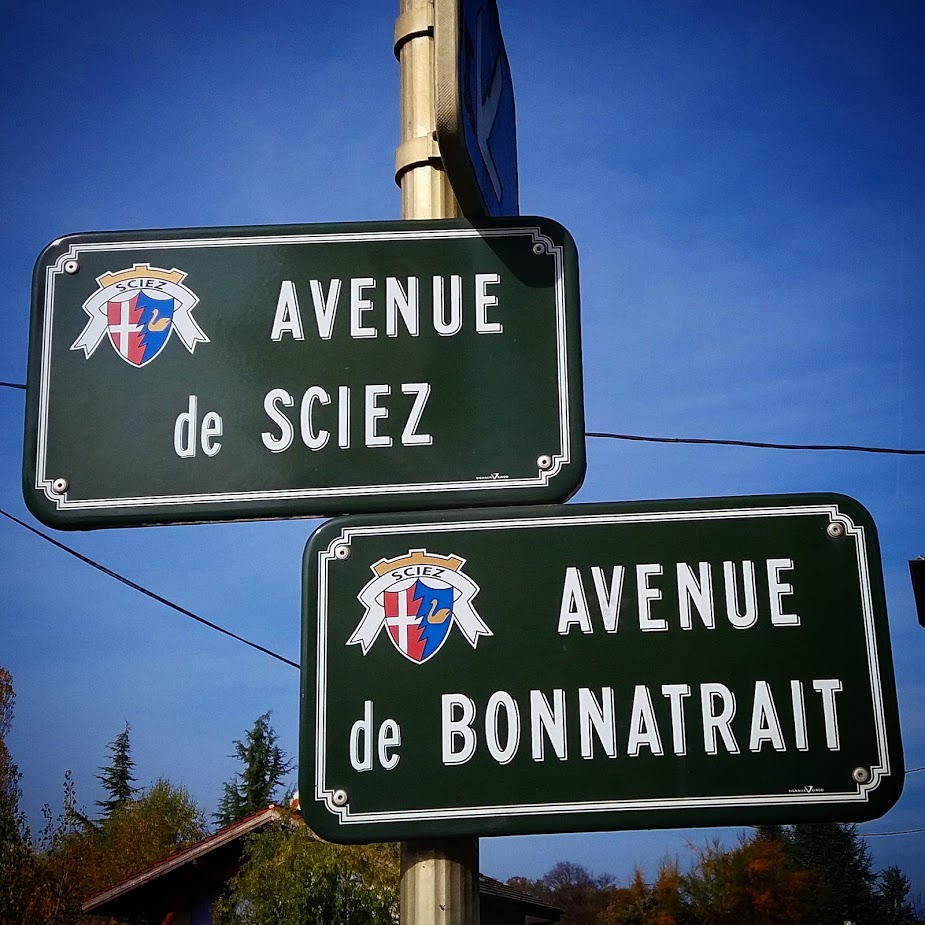
Panneaux de rue entre Sciez et Bonnatrait.

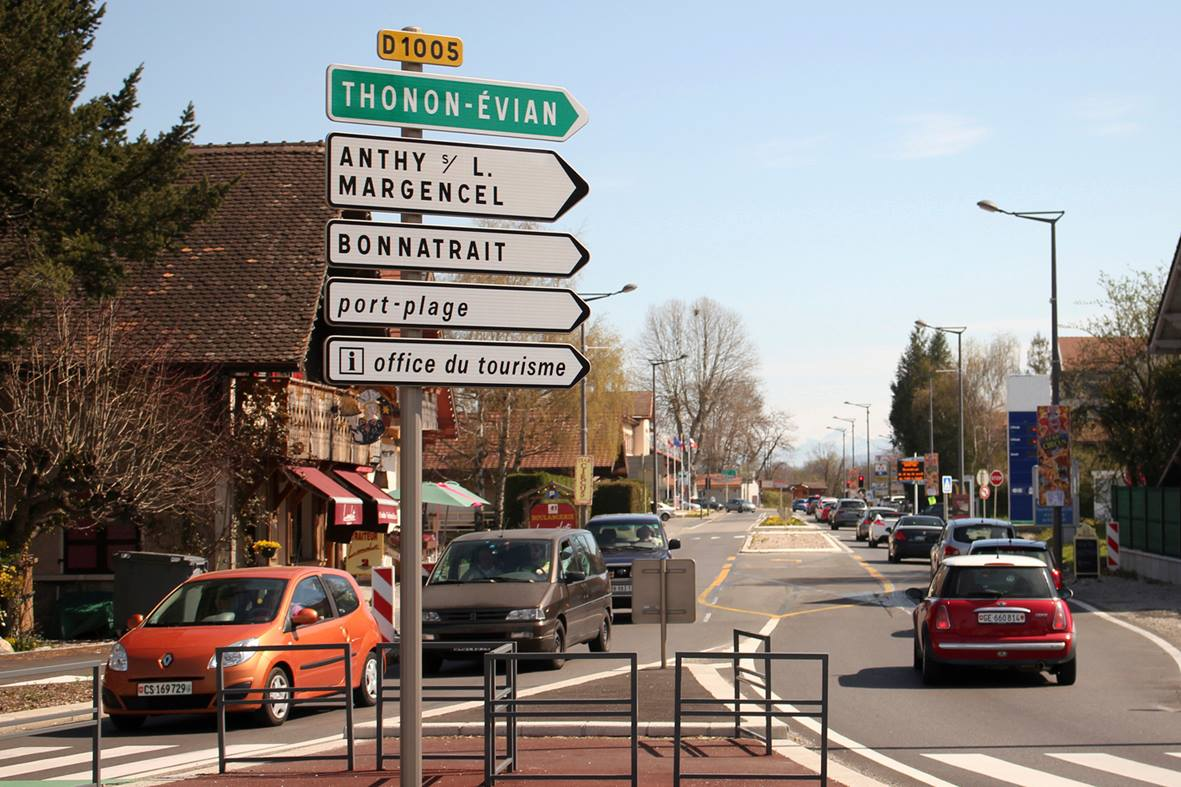
Entrée ouest de Sciez en direction du Valais.

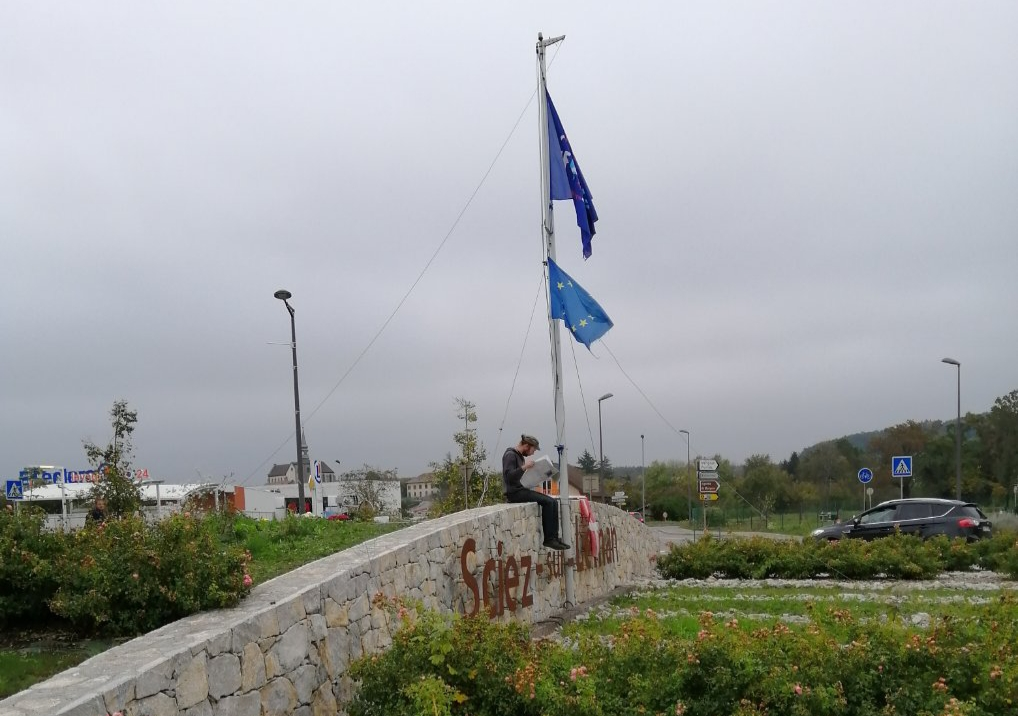
Lettre Sciez-sur-Léman à l'entrée Ouest.

La commune de Sciez-sur-Léman est composée de deux bourgs principaux, Sciez et Bonnatrait (anciennement orthographié Bonnatray ou Bonatrex), ainsi que de plusieurs hameaux et lieux-dits :
- Chavannex
- Chef-Lieu
- Choisy
- Cinq-Chemins (les)
- Content (le)
- Coudrée (domaine de)[13] : lotissement privé autour du château homonyme, créé par arrêté du Préfet de la Haute-Savoie en date du 7 avril 1953. Placé sous protection environnementale, situé entre deux espaces classés Natura 2000[14] ou sous protection international de la Convention de Ramsar, il est une zone arborée, d'habitat diffus, piétonnière pour les non-résidents.
- Excuvilly (hameau situé au sud de Bonnatrait)
- Fattaz (la) : ce nom arpitan, qui se prononce la Fatte[15], se traduit par la poche en français
- Filly
- Jussy
- Port de Sciez
- Prés Derrière (les) ou Les Praz Lyonie (littéralement « Les Prés Léonie » en arpitan savoyard[16]) : en cours d'urbanisation et de densification entre l'avenue de Bonnatrait et Excuvilly via les nouvelles voies allée du Léman et rue du Foron
- Renouillère (la)
- Marignan ou Morgnan en arpitan
- Prailles
- Songy
- Crêts (sur les)

### Voies de communication et transports

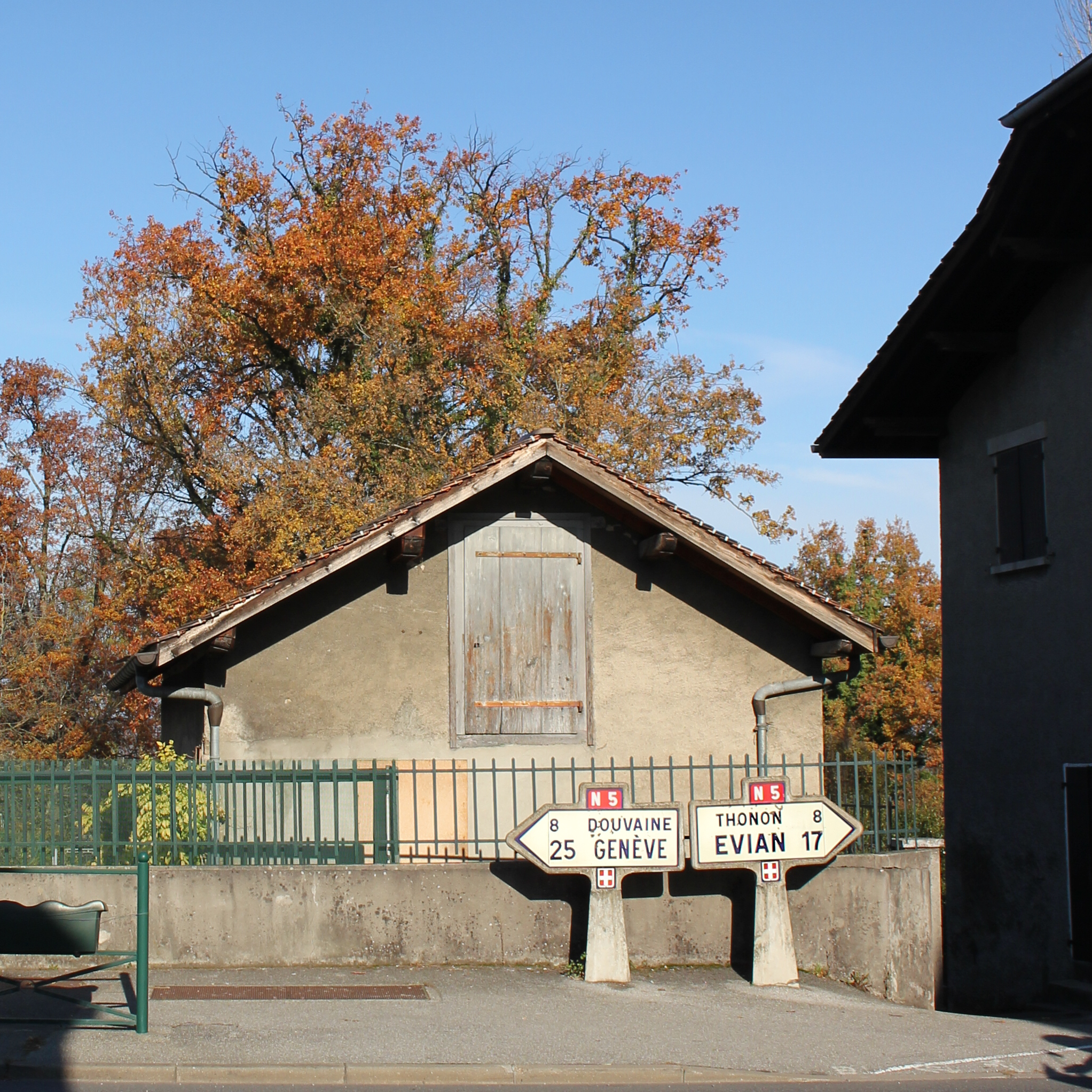
Signalétique Michelin à Bonnatrait.

Sciez est située sur la route départementale 1005 (RD 1005). Cette route, en traversant la commune, prend le nom d'avenue de Genève, d'avenue de Sciez et d'avenue de Bonnatrait.
Sciez est à proximité de la gare de Gare de Perrignier desservie par la ligne 03 du TER Auvergne-Rhône-Alpes (Lyon - Évian via Bellegarde, Annemasse et Thonon) et par la ligne L1 du Léman Express Evian- Coppet via Genève, la gare ferroviaire (et port lacustre en direction de Lausanne) de Thonon-les-Bains (9,8 km) et le port lacustre d'Yvoire en direction de Nyon (8,3 km). Les lignes 143, 151 et 152 des transports en commun de Thonon-les-Bains (Star't) desservent la commune sur l'axe Genève-Douvaine-Thonon-Évian. L'aéroport de Genève se trouve à 30 km.
La commune étant partie intégrante de l'agglomération du Grand Genève, elle se trouve au cœur du développement de transports entre le centre urbain de Genève et sa banlieue. Ainsi comme le futur Bus à Haut Niveau de Service (BHNS) desservira les parking-relais de Sciez et Bonnatrait à horaire cadencé à l'horizon 2020.

## Toponymie
En 1018, dans une charte du royaume de Bourgogne, Sciez est mentionné sous le nom de Sigiciacum. Le suffixe acum implique qu'il s'agit d'un toponyme d'origine gauloise. Sigiciacum pourrait être une composition de deux racines gauloises : Isca qui signifie poisson et la racine seg/ sig (avoir, tenir, posséder, vaincre). Sigiciacum signifierait donc littéralement "le domaine de celui qui attrape des poissons", c'est-à-dire le village des pêcheurs.
En francoprovençal ou arpitan, le nom de la commune s'écrit Sî (graphie de Conflans) ou Siéz / Sciéz (ORB, prononcer Si).

## Histoire

### Préhistoire
Néolithique final :
vers -2400, une branche de la civilisation Saône-Rhône, de Suisse occidentale (Civilisation cordée) s'implante lentement sur les rives du Léman (Excenevex, Chens, Sciez). Ils exportaient leurs productions (perles de cuivre, haches-marteaux) jusqu’au sud du Dauphiné en passant par Annecy, Fillinges, Haute-Savoie...
Âge du bronze (1000 av. J.-C.) : des fouilles dans les cimetières de Douvaine et de Sciez en 1977 démontrent une forte implantation dans la région.
Au Ier siècle, les Allobroges (Gaulois) occupaient le Chablais comme le démontrent des découvertes de pièces d’argent à Sciez comme dans d’autres communes alentour.

### Moyen Âge
Le 15 février 1018, le roi Rodolphe III de Bourgogne signe une charte par laquelle il restitue de nombreuses possessions à l’abbaye de Saint-Maurice. Parmi ces biens figure le fisc de Sigiciacum, l'ancien nom de Sciez,.

### XVIIIesiècleetXIXesiècle
En 1829, Sciez obtient, moyennant une patente de 558 livres, le droit d'organiser une foire annuelle au chef-lieu. Elle existera jusqu'à la seconde guerre mondiale.

### L'Annexion à la France

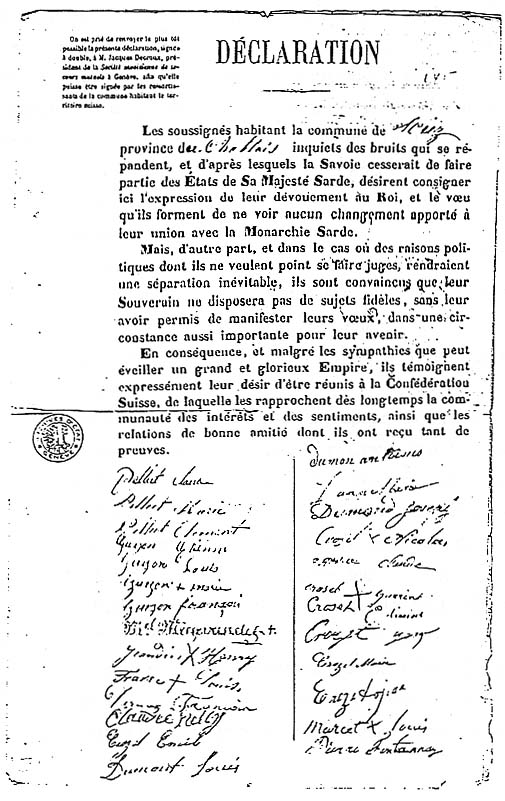
Pétition des habitants de Sciez pour le rattachement de la Savoie du Nord (Chablais et Faucigny) à la Suisse, 1859.

Lors des débats sur l'avenir du duché de Savoie, en 1860, la population est sensible à l'idée d'une union de la partie nord du duché à la Suisse. Une pétition circule dans cette partie du pays (Chablais, Faucigny, Nord du Genevois) et réunit plus de 13 600 signatures, dont 124 pour la commune.
Pour contrecarrer la volonté populaire, le chef de l'Etat français Napoléon III, décidé à annexer la Savoie tout entière, propose à la Savoie du Nord la création d'une grande zone franche au Nord d'une ligne Saint-Genix-sur-Guiers, Le Châtelard, Faverges, Les Contamines-Montjoie, afin que l'Annexion par la France ne sape pas les ponts commerciaux entre les Savoyards, les Genevois et les Valaisans.
La Savoie est annexée à la suite du plébiscite organisé les 22 et 23 avril 1860 où 99,8 % des Savoyards répondent « oui » à la question « La Savoie veut-elle être réunie à la France ? ». Dans un grenier à Bonnatrait, après le vote, on retrouva uniquement des bulletins Oui et Oui et zone, laissant à penser que les bulletins NON n'avaient simplement pas été imprimés.
Le premier maire de Sciez, après l'annexion de la Savoie à la France en 1860, est Anatole Bartholoni, descendant d'une famille de Florence émigrée à Genève au XVIe siècle. Il fut le premier député du nouveau département créé, appelé Haute-Savoie. Il restera au Corps législatif de 1860 à 1869. Il fut également Conseiller général de la Haute-Savoie.
Au lendemain de la Première Guerre mondiale, la France entreprend des pourparlers avec la Suisse pour obtenir la suppression des zones franches du Pays de Gex et de Savoie. Un accord est signé le 7 août 1921, mais cette convention est rejetée à une énorme majorité le 8 février 1923 par le peuple suisse consulté par référendum. La France décide de passer outre et repousse sa frontière douanière jusqu'à sa frontière politique. L'affaire est portée devant la Cour permanente de justice internationale de La Haye, qui condamne la France, par un arrêt en date du 7 juin 1932 à rétablir les zones franches au plus tard le 1er janvier 1934. À cette date, la France recule sa ligne douanière, non plus jusqu'à la Valserine, mais sur les crêts du Jura, avec un poste de douane au col de la Faucille.

### Époque contemporaine
Lors de la séance du 23 mai 2013, le conseil municipal a voté le changement du nom de la commune, en Sciez-sur-Léman afin de mettre en évidence sa qualité de riveraine du Léman. Les nouveaux panneaux d'entrée d'agglomération ont été placés en 2015.

## Politique et administration

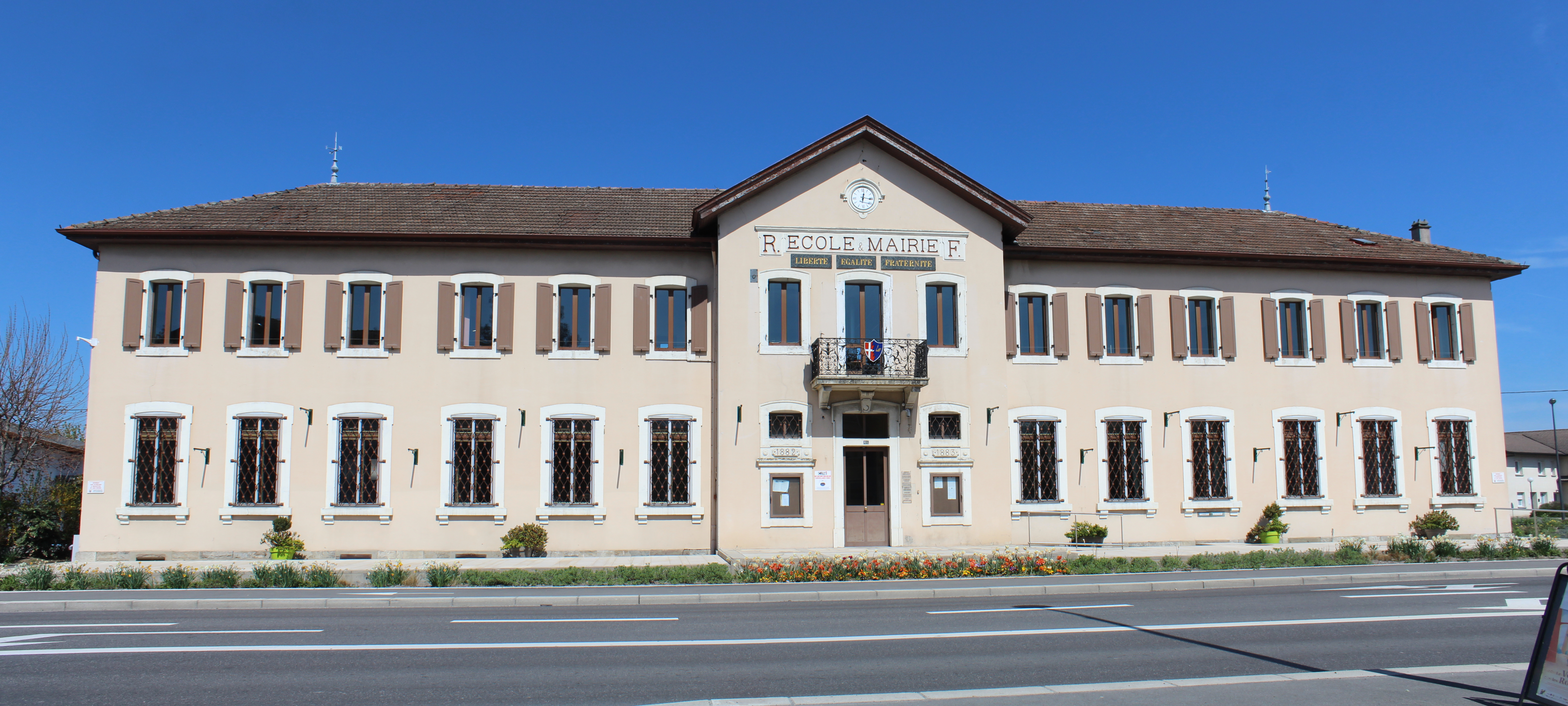
Mairie.

Sciez relève de l'arrondissement de Thonon-les-Bains et de la cinquième circonscription de la Haute-Savoie, dont la députée est Anne-Cécile Violland (Horizons).

### Liste des maires
| Période                                  | Période        | Identité         | Étiquette | Qualité                                                                          |
| ---------------------------------------- | -------------- | ---------------- | --------- | -------------------------------------------------------------------------------- |
| octobre 1944                             | mars 1971      | Alexandre Néplaz | PCF       |                                                                                  |
| mars 1971                                | mars 1983      | Jean Dunand      | SE        |                                                                                  |
| mars 1983                                | février 1985   | François Bally   | SE        |                                                                                  |
| février 1985                             | mars 1989      | Jean Vannier     | SE        |                                                                                  |
| mars 1989                                | septembre 2003 | Bernard Néplaz   | PCF       | Instituteur Conseiller général du canton de Thonon-les-Bains-Ouest (1998 → 2004) |
| septembre 2003                           | juillet 2020   | Jean-Luc Bidal   | UMP-LR    | Agriculteur                                                                      |
| juillet 2020                             | En cours       | Cyril Démolis    | DVD       |                                                                                  |
| Les données manquantes sont à compléter. |                |                  |           |                                                                                  |

## Population et société

### Démographie
Les habitants de la commune sont appelés les Sciezoises et Sciezois.
L'évolution du nombre d'habitants est connue à travers les recensements de la population effectués dans la commune depuis 1793. Pour les communes de moins de 10 000 habitants, une enquête de recensement portant sur toute la population est réalisée tous les cinq ans, les populations de référence des années intermédiaires étant quant à elles estimées par interpolation ou extrapolation. Pour la commune, le premier recensement exhaustif entrant dans le cadre du nouveau dispositif a été réalisé en 2004.

En 2022, la commune comptait 6 317 habitants, en évolution de +7,69 % par rapport à 2016 (Haute-Savoie : +6,01 %, France hors Mayotte : +2,11 %).
| 1793 | 1800  | 1806 | 1822  | 1838  | 1848  | 1858  | 1861  | 1866  |
| ---- | ----- | ---- | ----- | ----- | ----- | ----- | ----- | ----- |
| 794  | 1 188 | 937  | 1 521 | 1 665 | 1 996 | 1 787 | 1 843 | 1 875 |

| 1872  | 1876  | 1881  | 1886  | 1891  | 1896  | 1901  | 1906  | 1911  |
| ----- | ----- | ----- | ----- | ----- | ----- | ----- | ----- | ----- |
| 1 780 | 1 836 | 1 782 | 1 799 | 1 798 | 1 722 | 1 628 | 1 686 | 1 504 |

| 1921  | 1926  | 1931  | 1936  | 1946  | 1954  | 1962  | 1968  | 1975  |
| ----- | ----- | ----- | ----- | ----- | ----- | ----- | ----- | ----- |
| 1 404 | 1 322 | 1 338 | 1 267 | 1 259 | 1 296 | 1 341 | 1 617 | 2 229 |

| 1982  | 1990  | 1999  | 2004  | 2006  | 2009  | 2014  | 2019  | 2022  |
| ----- | ----- | ----- | ----- | ----- | ----- | ----- | ----- | ----- |
| 2 621 | 3 371 | 4 268 | 4 782 | 4 920 | 5 269 | 5 592 | 6 348 | 6 317 |

### Médias

#### Radios et télévisions
La ville est couverte par des antennes locales de radios dont France Bleu Pays de Savoie, ODS radio, La Radio Plus… La webradio Thonon Alpes Radio a ses locaux à Sciez. Enfin, la chaîne de télévision locale TV8 Mont-Blanc diffuse des émissions sur les pays de Savoie. Régulièrement l'émission La Place du village expose la vie locale. France 3 et sa station régionale France 3 Rhône-Alpes, peuvent parfois relater les faits de vie de la commune.

#### Presse et magazines
La presse écrite est présente à travers le quotidien régional Le Dauphiné libéré, l'hebdomadaire départemental Le Messager, ainsi qu'un hebdomadaire satirique Le Faucigny. Tous possèdent une agence professionnelle située à Thonon-les-Bains.

## Économie

### Activités économiques

#### Commerce et artisanat
La commune de Sciez accueille de nombreux artisans, commerçants et de nombreuses associations.
Restaurants : Au Kiosque de la plage, Les Pêcheurs, The Real Food, ...
Chaque année depuis 1991, lors des trois jours du week-end prolongé de la Pentecôte, a lieu la foire de Sciez, considérée comme la vitrine du Chablais.

#### Agriculture
La viticulture est présente depuis déjà plusieurs siècles sur les terres de la commune. Les vignobles de Marignan qui comptent une petite dizaine d'hectares sont cultivés par trois viticulteurs, et quelques amateurs produisent principalement du vin blanc. Le cépage typique à la région est le chasselas.

#### Industries
Pendant de nombreuses années, l'unique usine existant sur le territoire communal fabriquait du tissu. L'atelier Jeanne-d'Arc avait été créé en 1914 par le député-maire Bartholoni, à la demande du curé, pour la confection de chaussettes pour les Poilus. Il fut ensuite supprimé et le tricotage poursuivi par l'usine Cifran. Celle-ci a été délocalisée en 1997 dans le nord de la France.
La commune accueille l'entreprise Fours Guyon, fondée par Jean Guyon (1918-2017), au lieu-dit de Prailles. Façonnés dans un premier temps en grès molassique issus des carrières locales, les fours Guyon s'adaptent. Parmi les utilisateurs de Fours Guyon, citons la Maison Blanche ou encore l’Élysée. L'entreprise est toujours en activité à ce jour à Sciez. Une rue Jean Guyon a été inaugurée de son vivant et en sa présence.

#### Foires
Depuis 1991, chaque année sur 3 jours lors du week-end de la Pentecôte a lieu la foire de Sciez, vitrine du Chablais.

#### Tourisme
Sciez était une commune rurale essentiellement paysanne avec de nombreuses fermes isolées. Le tourisme se développe à partir des années 1950-1960 avec de la construction d'hôtels, pensions et colonies de vacances. Certaines anciennes fermes accueillent jusqu'à la fin des années 1990 des vacanciers, à l'image de celle de la famille Lafond-Castelli à Bonnatrait.
Sciez est aujourd'hui une commune touristique. La commune est labellisée « Station verte » de vacances depuis 2005 et Pavillon Bleu label de qualité environnemental exemplaire, depuis 2009. Elle abrite un important port de plaisance. Elle a également le label Famille Plus et le label Geopark du Chablais depuis 2012.
L'hôtel, 4 étoiles, créé en 1955 dans l'enceinte d'un château médiéval, est situé au bord du Léman. Sciez est une étape-relais vers les stations de sports d'hiver franco-suisses des « Portes du Soleil », situées à moins d'une heure en voiture de son territoire.
Campings : La Brise du Léman (130 emplacements), Le Châtelet et La Renouillère.
En 2015, la capacité d'accueil de la commune, estimée par l'organisme Savoie Mont Blanc, est de 4 244 lits touristiques répartis dans 457 établissements. Les hébergements se répartissent comme suit : 8 meublés ; 1 hôtel et 7 campings.

## Culture locale et patrimoine

### Lieux et monuments

#### Patrimoine médiéval
- Le site de l'abbaye de Filly (disparue).
- Le château de Coudrée, dit anciennement de Foron

Le manoir est une ancienne possession de l'abbaye Saint-Maurice d'Agaune,. Il entre dans le domaine de la famille d'Allinges en 1245. À la mort du dernier héritier d'Allinges, il passe au comte Duc et la comtesse Ricci de Saint-Paul, au marquis Alfieri, puis au financier Anatole Bartholoni. Il abrite une hôtellerie haut de gamme.
- La tour de Marignan.
- Le château de Sciez probablement du XIe siècle ; ruines à l'entrée du bourg[56].
- La chapelle Notre-Dame de Chavannex (XIIIe – XVe siècle, pèlerinage en août)[57].

#### Patrimoine contemporain
- L'église Saint-Maurice (XIXe siècle)
- Le musée de la Préhistoire et Géologie[58].
- Port de plaisance de Sciez[59],[60].
- Plage de Sciez[61].
- Domaine et théâtre du Guidou[62].
- Musée des sapeurs-pompiers.

#### Maisons contemporaines à l'architecture remarquable

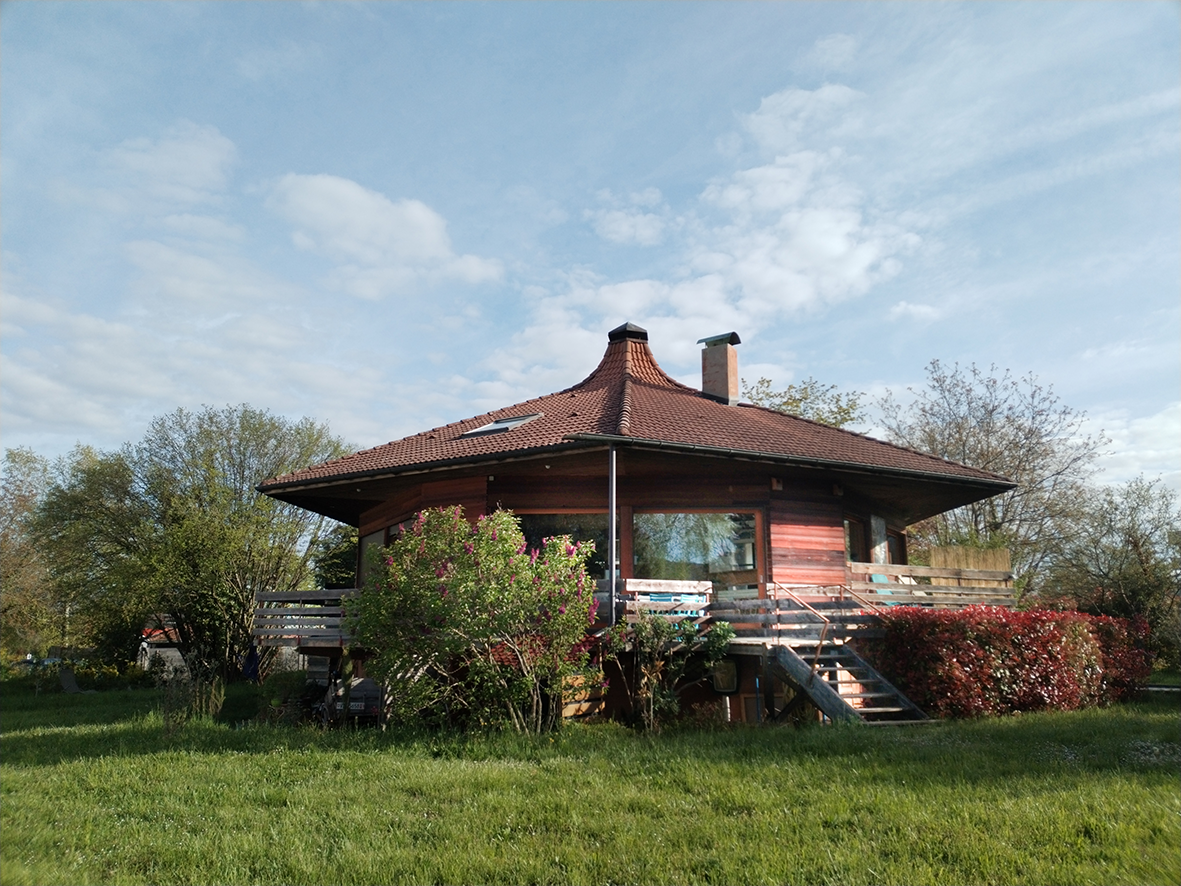
La maison Alvéole à Bonnatrait.

- Le Relais Savoyard, Bonnatrait, symbole de l'essor touristique de la commune.
- Maison Solstice, Sciez.
- Maison Alvéole, Bonnatrait[63].

#### Le port de Sciez dans les aventures de Tintin
Dans l'album L'affaire Tournesol paru en 1956, Tintin et le capitaine Haddock cherchent leur ami le professeur Tournesol autour du Léman: d'abord à Genève et Nyon, puis ils traversent le lac à Rolle pour se rendre au port de Sciez, où on reconnaît le chemin de la Renouillère. Ils poursuivent ensuite vraisemblablement les ravisseurs en direction de Cervens (borne kilométrique visible sur la route de Perrignier à Bonnatrait) et arrivent enfin dans un village qui ressemble à Bons-en-Chablais. En 2007, cet album a été adapté en arpitan savoyard sous le nom L'afére Pecârd, la langue régionale, par l'association sciézoise Fédération internationale de l'arpitan.

#### Évènements
Depuis 1991, chaque année sur 3 jours lors du week-end de la Pentecôte a lieu la foire de Sciez.
Du 7 juillet au 25 août 2022, le festival de musique gratuit Eclectik's est installé sur la plage de Sciez.

### Galerie de photos

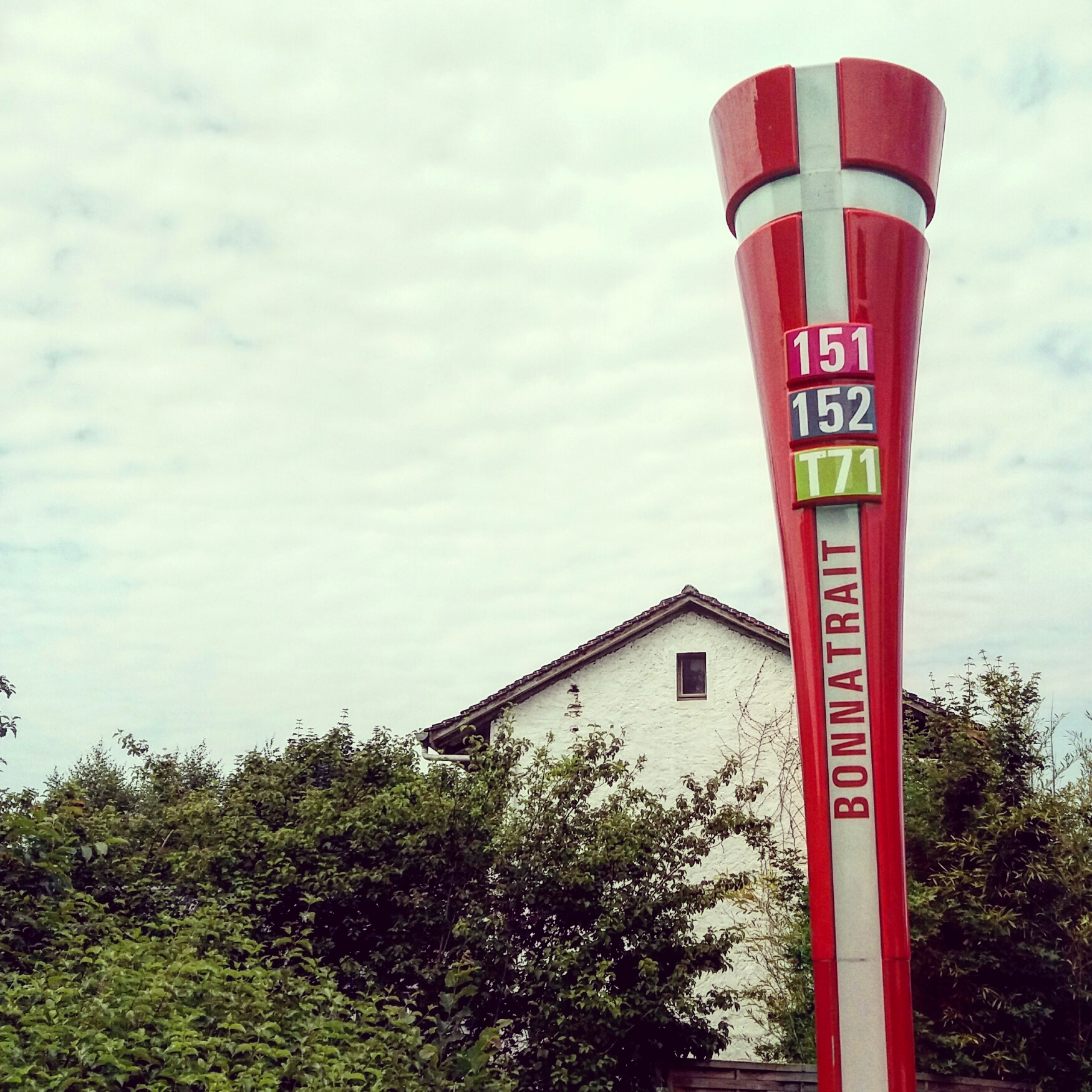
Poteau d'arrêt de bus en forme de croix de Savoie à Bonnatrait.
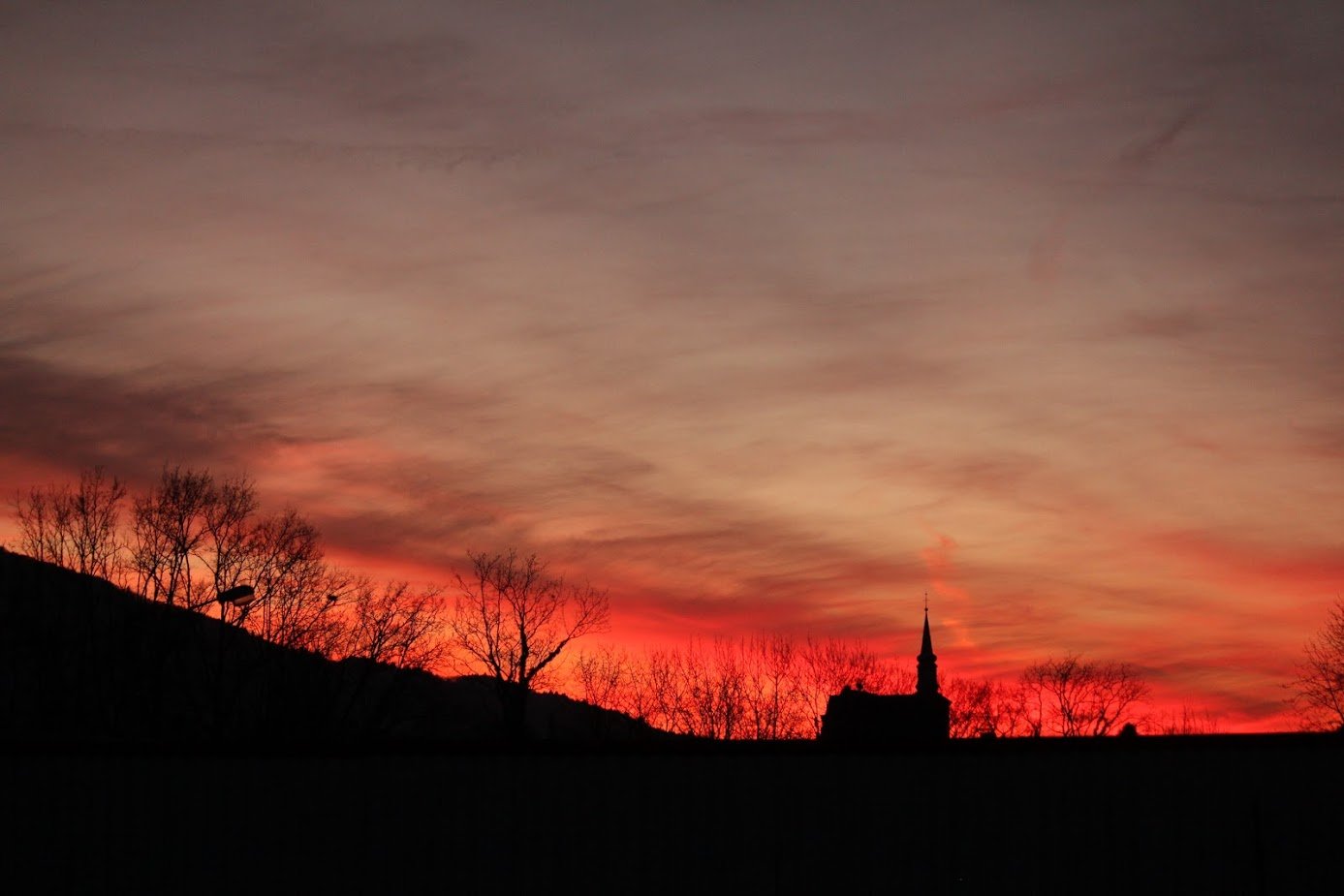
L'église de Sciez vue du quartier des Praz Lyonie à Bonnatrait.
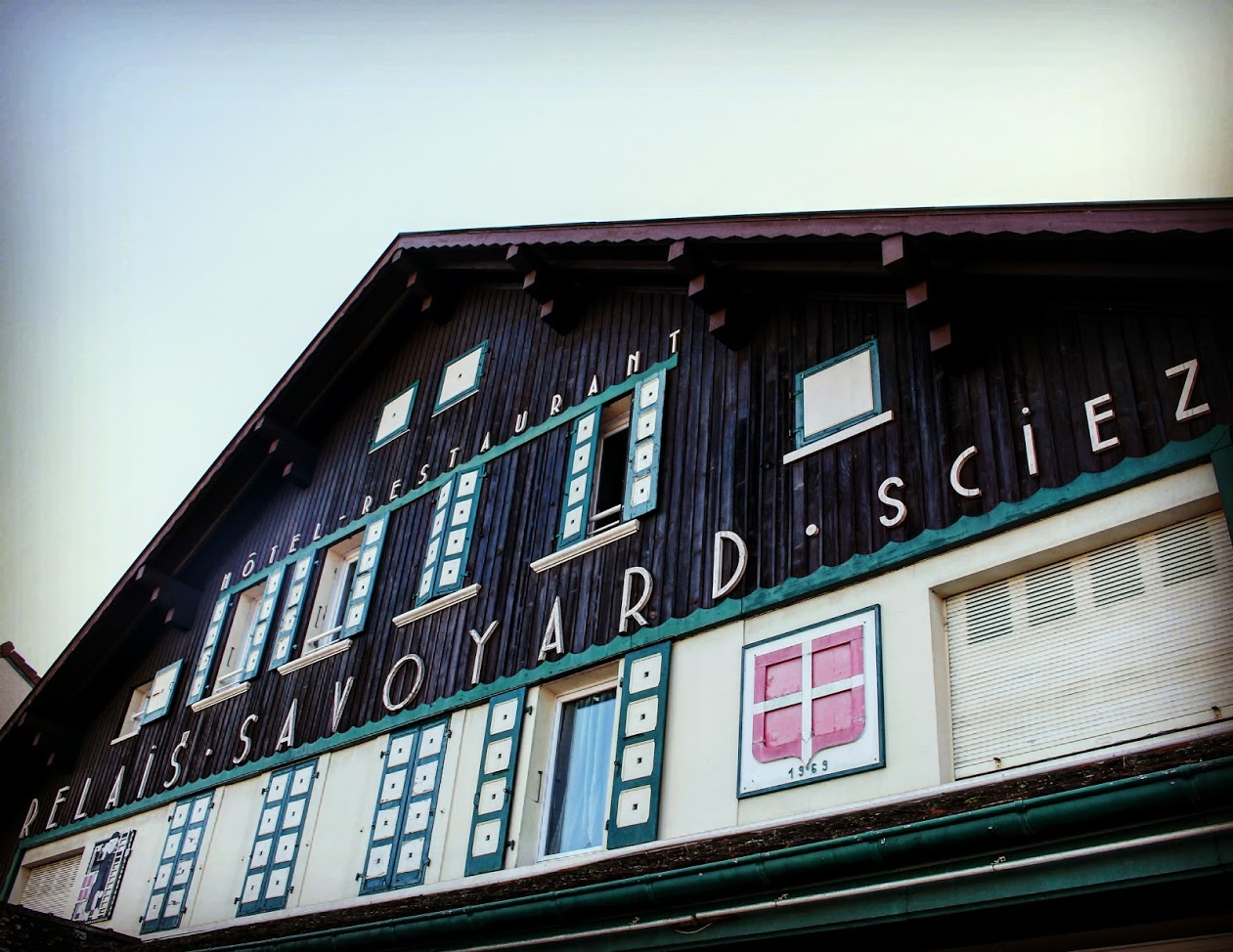
Le Relais Savoyard, hôtel-restaurant à l'architecture d'inspiration savoyarde construit en 1969 à Bonnatrait.
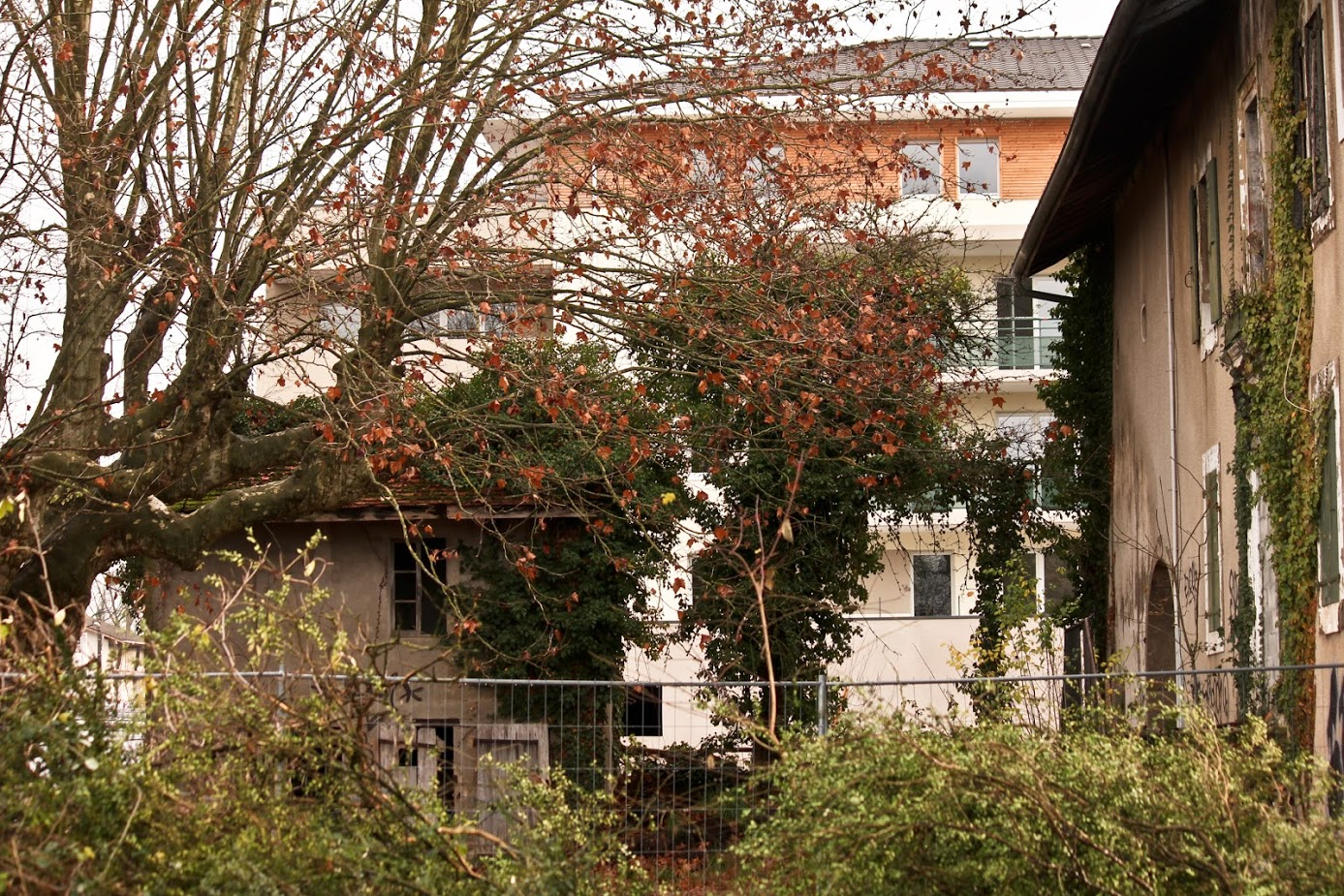
Contraste entre rural et urbain. La ferme Castelli a été détruite en 2016.
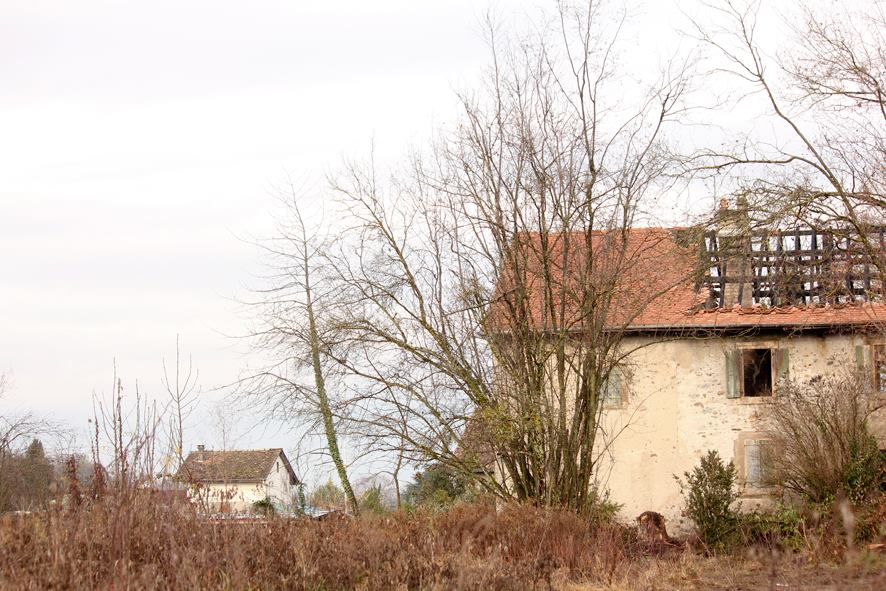
L'historique ferme Léonie Castelli à Bonnatrait, au lieu-dit Les Praz Lyonie, démolie par la municipalité en 2016.

### Héraldique
| Armes de Sciez | Les armes de Sciez se blasonnent ainsi : Parti en dents de scie : au premier de gueules à la croix d'argent (la Croix de Savoie) ; au second d'azur a un cygne nageant d'or. Armes parlantes (en dents de scie/Sciez). |